# Pałac w Łącku
Pałac w Łącku – pałac wybudowany w latach 1872−1873 w stylu neorenesansowym w Łącku (województwo mazowieckie).
Pałac jest elementem zespołu pałacowego z drugiej połowy XIX w., w skład którego wchodzi również park.

## Historia
Pałac zbudowany w latach 1872−1873 według projektu Kornelego Gabrielskiego dla Mikołaja Fuhrmana − oficera rosyjskiego, właściciela dóbr łąckich.
Od 1923 do 1938 r. pałac był siedzibą dyrekcji Państwowego Stada Ogierów. W latach 1938−1939 pełnił funkcję rezydencji marszałka Edwarda
Rydza-Śmigłego. Od 7 września 1939 r. mieściła się tu kwatera generała Władysława Andersa. Po wojnie pałac pełnił funkcję ośrodka Funduszu Wczasów Pracowniczych. Obecnie pałac jest własnością prywatną. W 2000 r. został wyremontowany i zmodernizowany.

## Architektura
Budynek neorenesansowy o formie zbliżonej do willi włoskiej. Murowany z cegły, otynkowany, piętrowy, na wydłużonym planie, nieregularny, z licznymi ryzalitami i ośmioboczną wieżą czterokondygnacjową. Układ wnętrz dwutraktowy, z przedsionkiem, hallem i dwukondygnacjową salą balową na osi zaznaczającą się w elewacji ogrodowej trójbocznie zamkniętym ryzalitem. Do sali balowej z jednej strony przylega biblioteka z boazerią i sufitem wspartym na filarze, łącząca się z wieżą, z drugiej strony prostokątny salon z owalnymi medalionami wypełnionymi pastelowymi portretami kobiecymi za szkłem. W wielu pomieszczeniach zachowały się pozostałości dekoracji sztukatorskiej. Przed elewacją ogrodową obszerny taras, z widokiem na jezioro.

## Park
Pałac otacza rozległy park krajobrazowy powstały na początku XIX w., ze starodrzewem i jeziorem. Przez park przebiegają aleje kasztanowa i grabowa, znajduje się dąb szypułkowy – pomnik przyrody. Po przeciwnej stronie jeziora stoi eklektyczna kaplica pałacowa św. Piotra i Pawła z końca XIX wieku. Kaplica jest murowana z cegły, otynkowana, prostokątną z kruchtą od zachodu, przekryta dachem dwuspadowym krytym dachówką.

## W filmie
- w 1960 roku pałac „zagrał” w filmie Szatan z siódmiej klasy w reżyserii Marii Kaniewskiej,
- w 1967 nakręcono tu 2 odcinki serialu Stawka większa niż życie,
- w 1999 na tle kaplicy przy pałacu kręcono scenę walki Wołodyjowskiego z Bohunem w filmie Ogniem i mieczem